# Mitrailleuse légère Type 11
La mitrailleuse légère Type 11 (ou T-11) est une arme japonaise utilisée lors de l'Invasion de la Mandchourie puis de la Seconde guerre sino-japonaise et enfin  la Seconde Guerre mondiale. Elle fut remplacée par les fusils mitrailleurs type 96 puis type 99 mais resta néanmoins utilisée par l'armée impériale.

## Utilisateurs étrangers
- République de Chine: Acheté en petit nombre avant 1932. Plus tard, les  armes japonaises prises à l'ennemi sont réutilisées par les soldats des Armée collaborationniste chinoise, Armée rouge chinoise et Armée nationale révolutionnaire   voire les Seigneurs de guerre  contre l'occupant puis lors de la Guerre civile  chinoise.
- Chine : armes remplacées dans les années 1950 par les RPD et autres mitrailleuses soviétiques produites ensuite localement.
- Indonésie Utilisation par les Indépendantistes lors de la Révolution nationale indonésienne.
- Malaisie :  emploi lors de l'Insurrection communiste malaise par l' Armée de libération des peuples de Malaisie.
- Corée du Nord :  Armée populaire durant la Guerre de Corée (surplus japonais + dons par la RPC)
- Mandchoukouo : en  service dans l'Armée impériale du Mandchoukouo.
- Philippines: armes retournées  par la Résistance philippinecontre l'occupant nippon.
- Viet Cong lors de la Guerre du Vietnam.
- Viet Minh lors de la Guerre d'Indochine.